# Hygrotus
Hygrotus är ett släkte av skalbaggar som beskrevs av Stephens 1828. Hygrotus ingår i familjen dykare.

## Bildgalleri

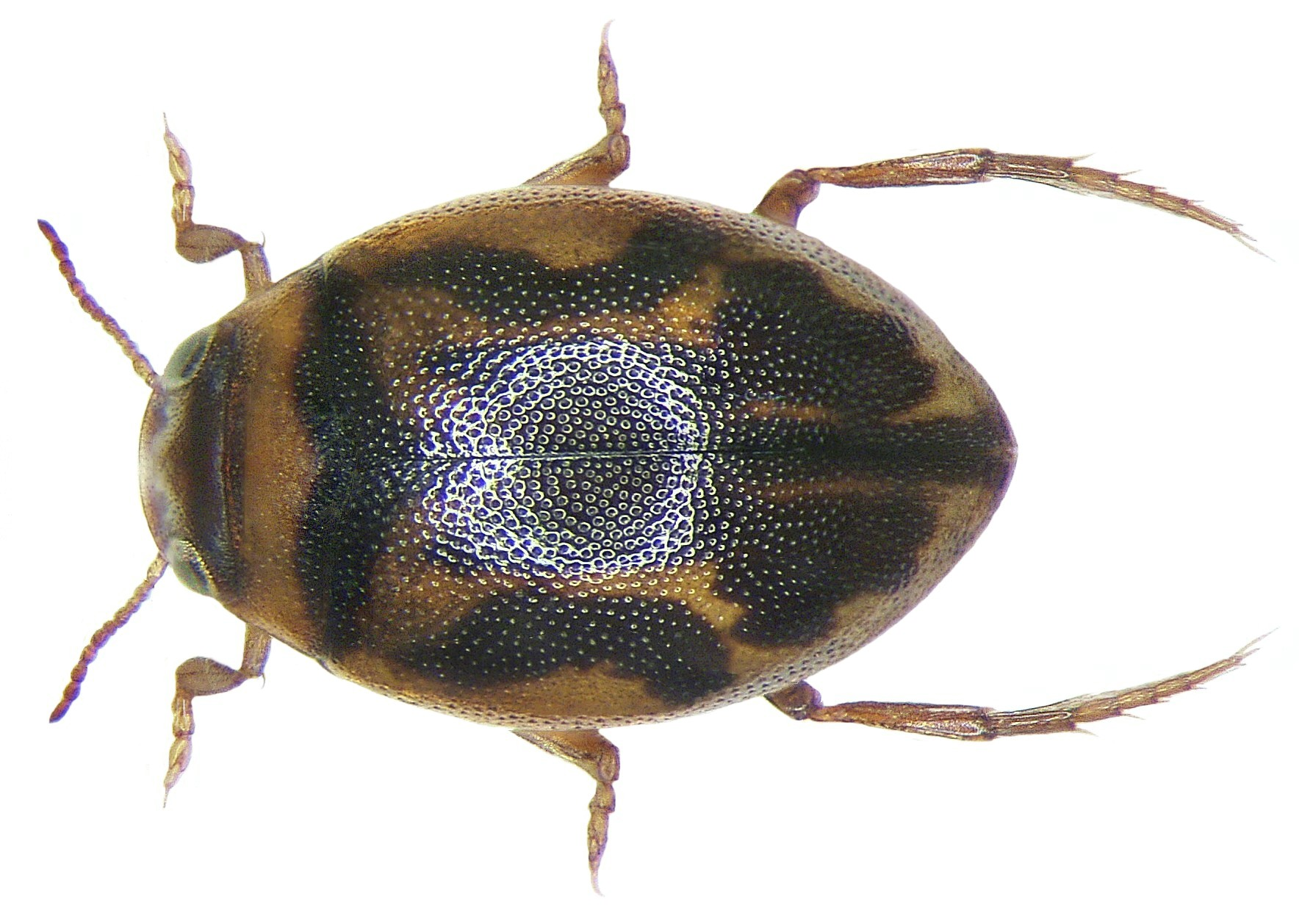
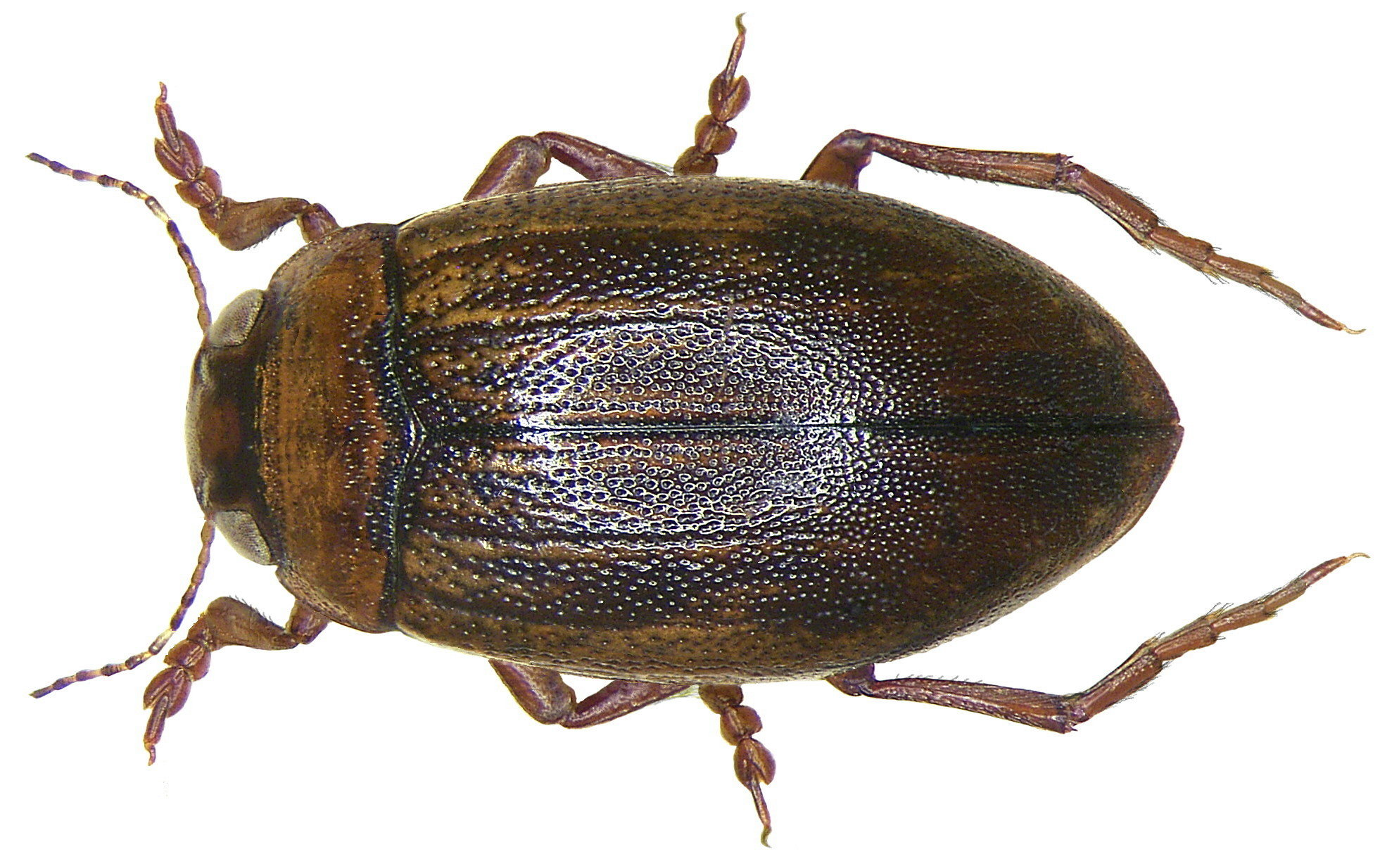

## Dottertaxa tillHygrotus, i alfabetisk ordning[1][2]
- Hygrotus acaroides
- Hygrotus aequalis
- Hygrotus ahmeti
- Hygrotus armeniacus
- Hygrotus artus
- Hygrotus berneri
- Hygrotus bruesi
- Hygrotus caspius
- Hygrotus chinensis
- Hygrotus collatus
- Hygrotus compar
- Hygrotus confluens
- Hygrotus corpulentus
- Hygrotus curvilobus
- Hygrotus curvipes
- Hygrotus decoratus
- Hygrotus dissimilis
- Hygrotus diversipes
- Hygrotus enneagrammus
- Hygrotus falli
- Hygrotus farctus
- Hygrotus femoratus
- Hygrotus flaviventris
- Hygrotus fontinalis
- Hygrotus fraternus
- Hygrotus fresnedai
- Hygrotus fumatus
- Hygrotus hydropicus
- Hygrotus impressopunctatus
- Hygrotus inaequalis
- Hygrotus infuscatus
- Hygrotus inscriptus
- Hygrotus intermedius
- Hygrotus laccophilinus
- Hygrotus lagari
- Hygrotus lernaeus
- Hygrotus lutescens
- Hygrotus marginipennis
- Hygrotus marklini
- Hygrotus masculinus
- Hygrotus nigrescens
- Hygrotus nigrolineatus
- Hygrotus novemlineatus
- Hygrotus nubilus
- Hygrotus obscureplagiatus
- Hygrotus orthogrammus
- Hygrotus pallidulus
- Hygrotus parallellogrammus
- Hygrotus patruelis
- Hygrotus pectoralis
- Hygrotus pedalis
- Hygrotus picatus
- Hygrotus polonicus
- Hygrotus punctilineatus
- Hygrotus quinquelineatus
- Hygrotus saginatus
- Hygrotus salinarius
- Hygrotus sanfilippoi
- Hygrotus sayi
- Hygrotus sellatus
- Hygrotus semenowi
- Hygrotus semivittatus
- Hygrotus stefanschoedli
- Hygrotus suturalis
- Hygrotus sylvanus
- Hygrotus thermarum
- Hygrotus tumidiventris
- Hygrotus turbidus
- Hygrotus unguicularis
- Hygrotus urgensis
- Hygrotus wardii
- Hygrotus versicolor
- Hygrotus zigetangco